# آرشاک آدامیان
آرشاک آبگاری آدامیان (ارمنی: Արշակ Աբգարի Ադամյան; ‏۲۲ آوریل ۱۸۸۴ – ۱۷ فوریهٔ ۱۹۵۶) رهبر ارکستر، آهنگساز، منتقد هنری و آموزگار اهل ارمنستان بود. وی در بین سال‌های ۱۹۲۶–۱۹۲۴ مدیر و کارگردان هنری ارکستر فیلارمونیک ارمنستان بود.

## زندگی‌نامه
آدامیان پیانو و آهنگسازی را در در برلین در بین سال‌های ۱۹۰۴ تا ۱۹۰۶ آموخت و سپس از دانشکده حقوق دانشگاه دولتی سن پترزبورگ فارغ‌التحصیل شد. از سال ۱۹۲۴ تا ۱۹۲۶ رئیس کنسرواتوار ایروان بود سپس به عنوان استاد در کنسرواتوار لنینگراد فعالیت نمود.